# Copernicium
Copernicium (eller kopernikium) er det 112. grundstof i det periodiske system, med det kemiske symbol Cn. Dette radioaktive overgangsmetal findes ikke i naturen, men kan fremstilles ad kunstig vej i uhyre små mængder i laboratorier.

## Egenskaber
I skrivende stund har man endnu kun få og til dels teoretiske oplysninger om coperniciums fysiske og kemiske egenskaber. Ud fra princippet om at grundstoffer i samme gruppe i det periodiske system kemisk set "ligner hinanden", skulle man forvente at copernicium må være et flygtigt metal ligesom kviksølv (der står umiddelbart over copernicium) – noget der også synes at afspejles i resultater af nylige forsøg med stoffet. Forsøg udført kort efter opdagelsen, samt teoretiske beregningsmodeller, tydede derimod på at copernicium snarere opfører sig som en ædelgas, trods dets placering i det periodiske system.

## Historie
Det første atom af copernicium blev skabt den 9. februar 1996 ved Gesellschaft für Schwerionenforschung i Darmstadt i Tyskland. Som med andre tilsvarende tunge grundstoffer bestod fremgangsmåden i at accelerere ioner af et relativt "let" grundstof mod en "skydeskive" af et tungere grundstof; i dette tilfælde 70Zn mod et mål af 208Pb. Oprindeligt mente forskerholdet at have skabt to atomer, men meldingen om det ene af disse atomer måtte senere kasseres som en "falsk alarm".
Tyskerne gentog forsøget i maj 2000, og formåede endnu engang at fremstille ét copernicium-atom. I 2004 gjorde forskere ved det japanske forskningscenter RIKEN et forsøg, hvorunder de skabte to copernicium-atomer, og i øvrigt bekræftede de tyske forsøgs resultater angående coperniciums henfald.
I beviset for at det tyskerne havde skabt rent faktisk var copernicium, indgik beregninger over henfaldet af den dengang velkendte isotop 261Rf. På det tidspunkt var disse henfaldsoplysninger ikke helt klarlagt, hvilket rejser tvivl om hvorvidt det tyske forskerhold vitterlig skabte et copernicium-atom. Tyskerne har senere "nærstuderet" både rutherfordium-isotopen og deres tidligere resultater vedrørende copernicium, og fundet ud af at deres beregninger holder – og at litteraturens oplysninger om 261Rf faktisk hører til den nukleare isomer 261mRf. Man er stadig i gang med at vurdere om det tyske hold vitterlig var de første til at skabe copernicium.

## Navngivning
Dmitrij Mendelejev tildelte provisoriske navne til nogle af de tomme pladser i hans udgave af det periodiske system; herunder fik copernicium betegnelsen eka-kviksølv.
Navnet ununbium (Uub) var officielt indtil 2010 og kommer af IUPACs retningslinjer for systematiske navne, der bruges indtil man efter behørig bekræftelse af et stofs eksistens og egenskaber vedtager et mere permanent navn.
Med hensyn til valget af det endelige navn har IUPAC et regelsæt, der blandt andet udelukker navne der tidligere har været "i spil" som navneforslag til andre grundstoffer. Navne der i tidlige faser blev forbundet med ununbium, var bl.a. venusium (symbol Vs), frischium (symbol Fs), strassmanium (symbol St) og heisenbergium (symbol Hb).
Efter at opdagerne af ununbium blev officielt anerkendt i 2009, indsendte de navneforslaget copernicium (mulig dansk/tysk form kopernikium) til IUPAC, og dette forslag blev vedtaget i 2010 sammen med symbolet Cn. Navnet ærer Nicolaus Kopernikus.

## Isotoper af copernicium
Man kender 9 isotoper af copernicium, som alle er radioaktive, hvoraf 283Cn har den længste halveringstid med omkring fem minutter.